# Passalora vexans
Passalora vexans är en svampart som först beskrevs av Caro Benigno Massalongo, och fick sitt nu gällande namn av U. Braun & Crous 2003. Passalora vexans ingår i släktet Passalora och familjen Mycosphaerellaceae.   Inga underarter finns listade i Catalogue of Life.